# Campana di Sangwonsa

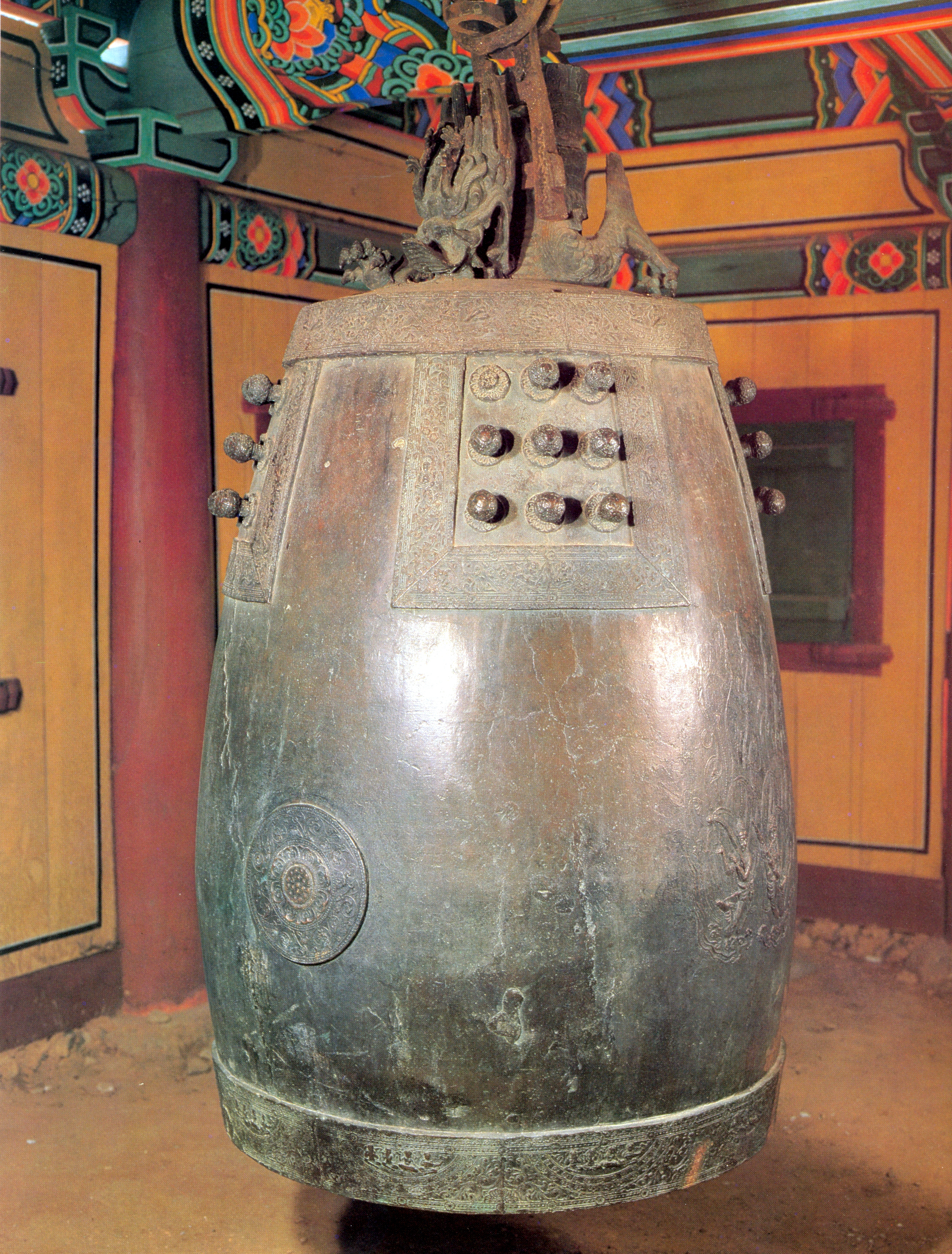
Profilo della campana di Sangwonsa

La campana di Sangwonsa (In coreano 상원사 동종?) è una campana in bronzo fatta costruire nel 725 da re Seongdeok, durante il suo 24º anno di regno.

## Descrizione
La campana è alta 1,67 cm e ha un diametro di 91 cm ed è arricchita da decorazioni buddhiste e da disegni che narrano una leggenda riguardante la campana stessa. È considerata la più antica campana in bronzo della Corea del Sud.
La campana è stata inserita al 36º posto nella lista dei tesori nazionali della Corea del Sud nel 1962 ed è conservata presso il tempio di Sangwonsa, nella provincia di Gangwon.

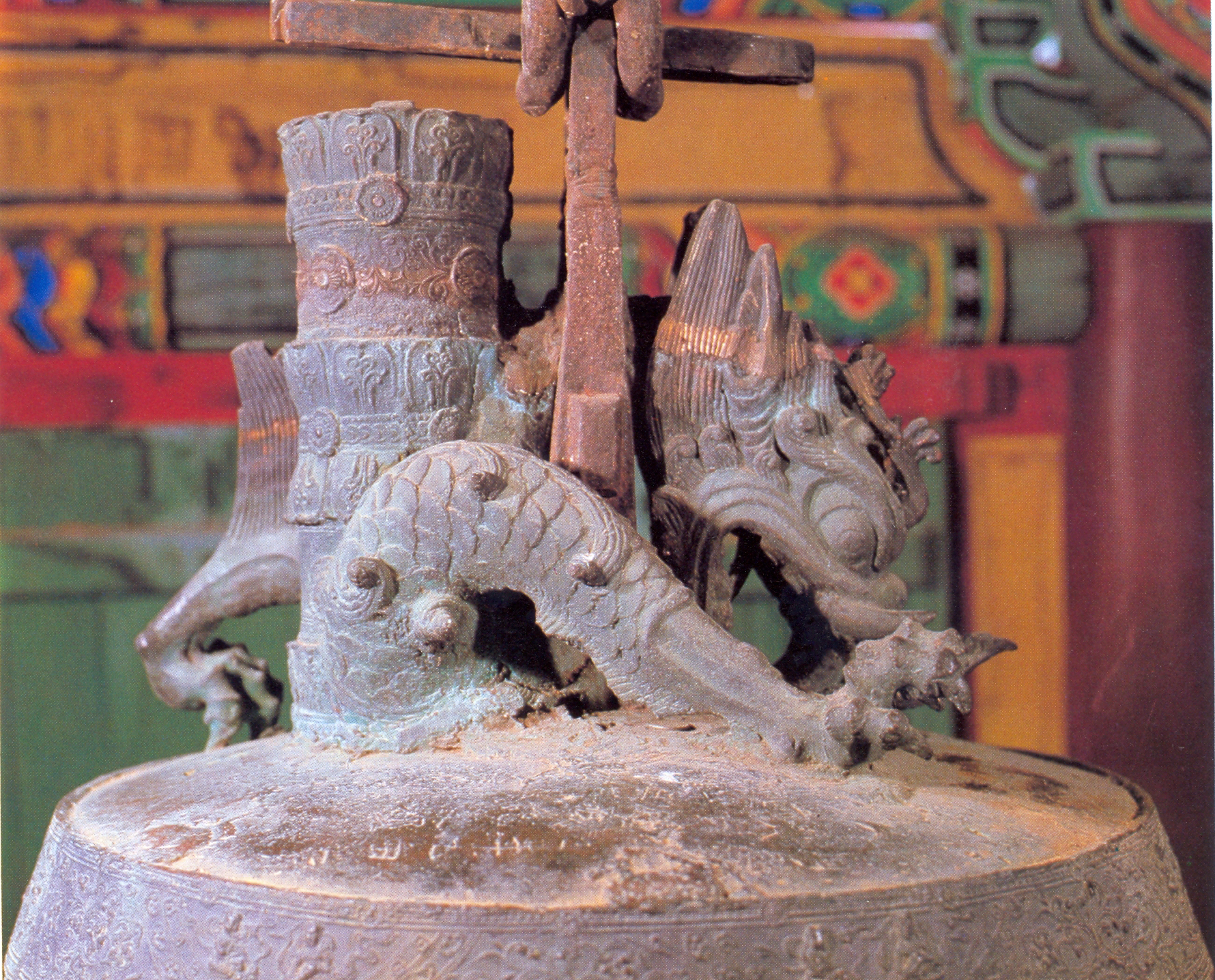
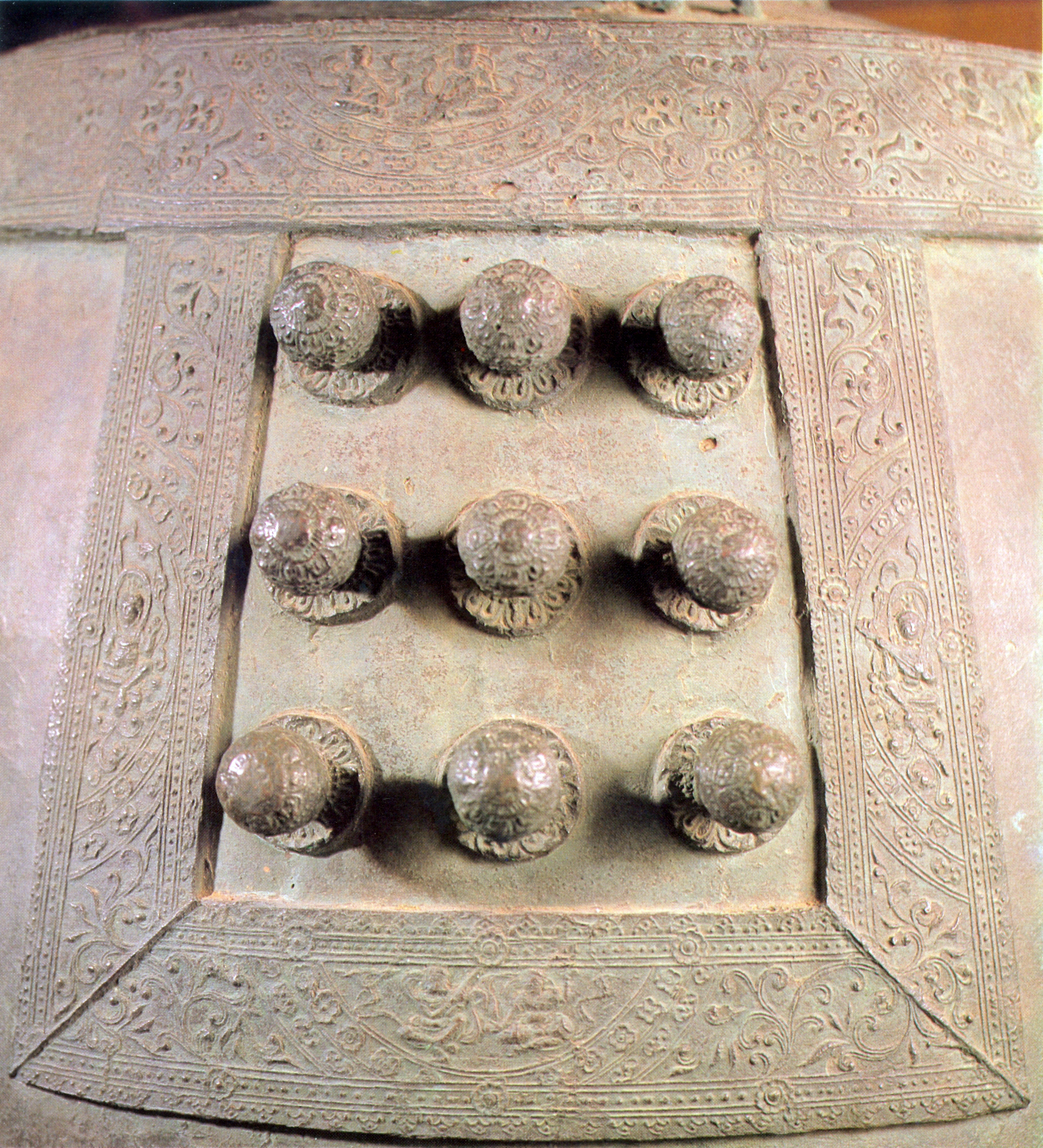
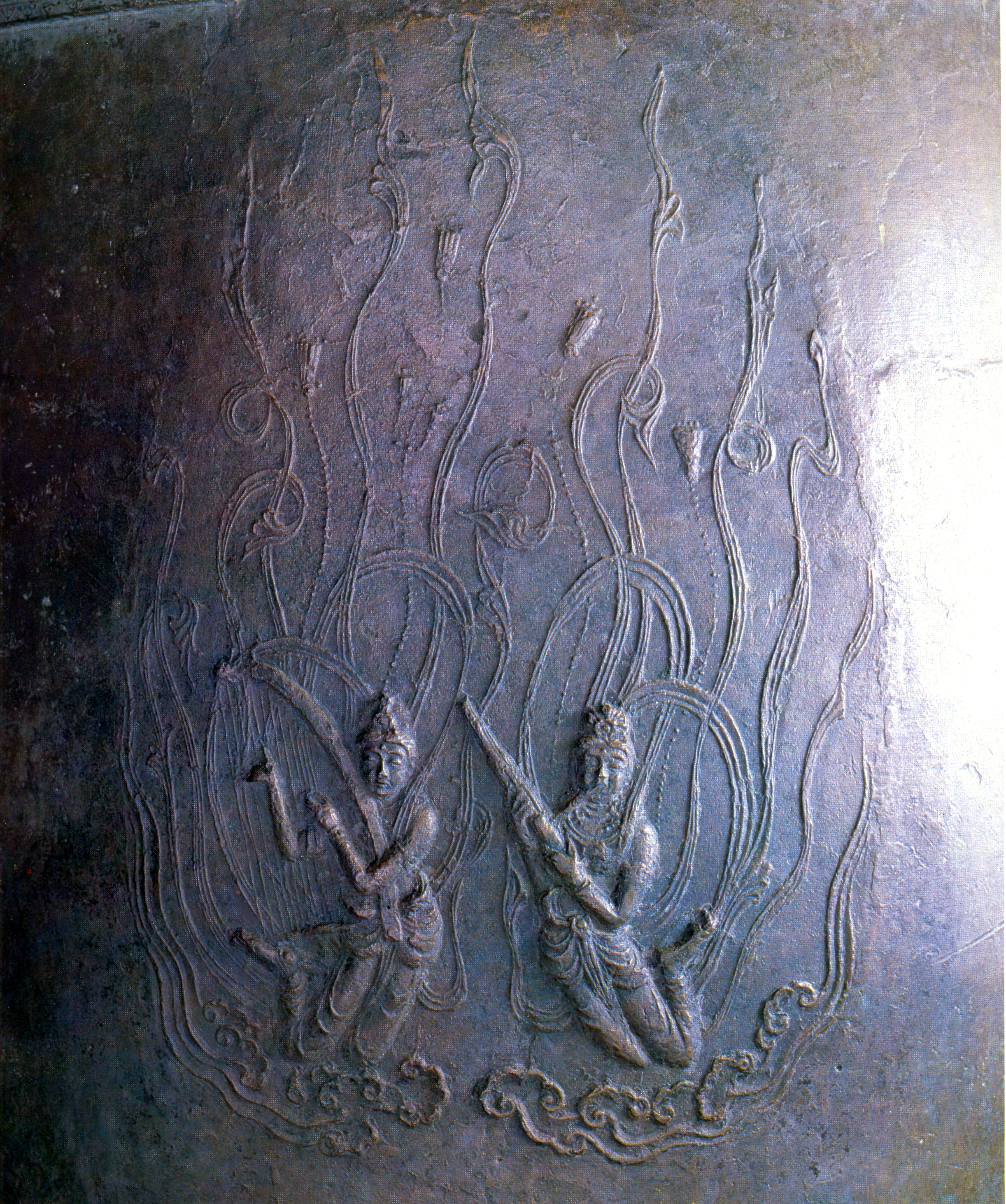
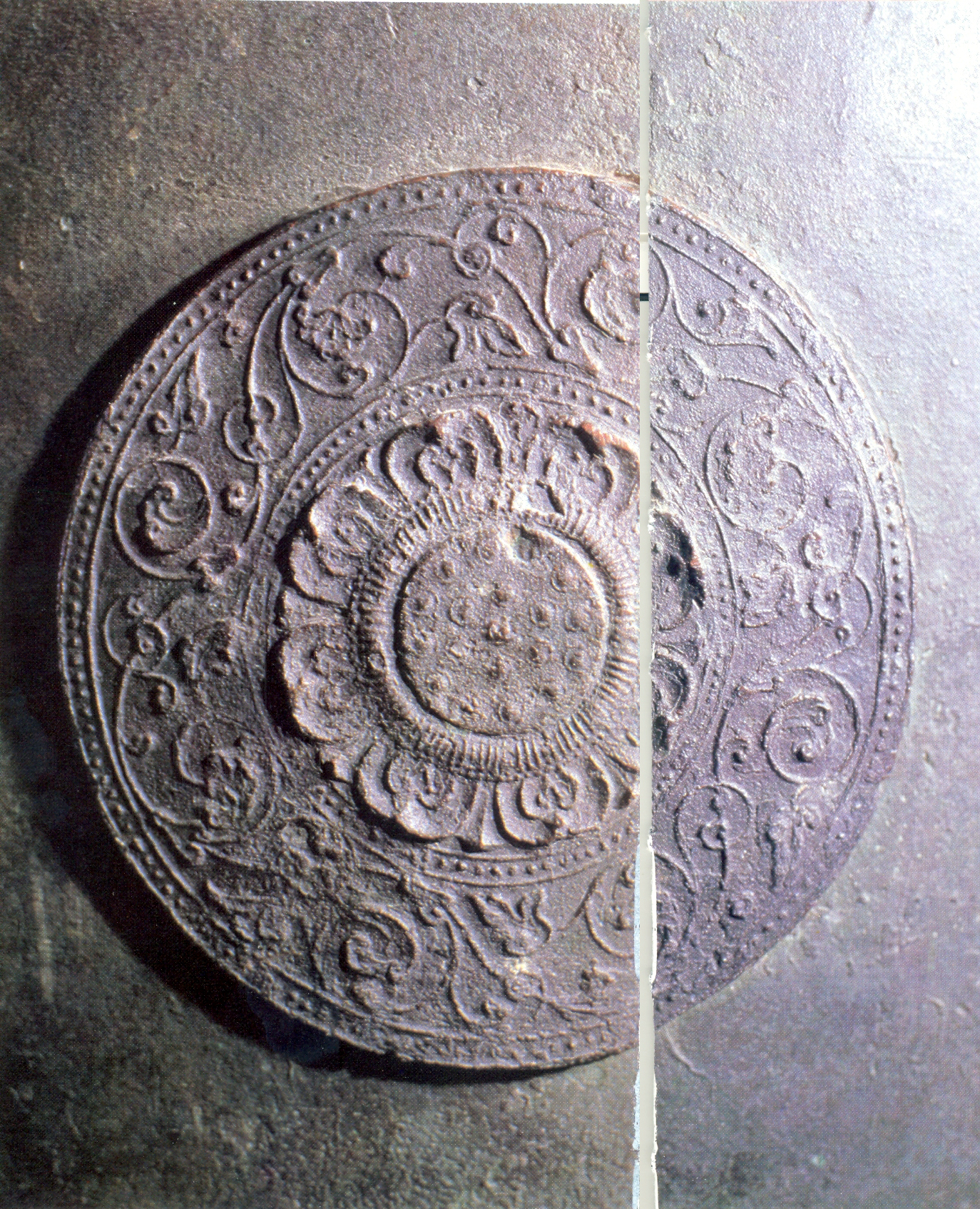